# 1학년 (영화)
《1학년》(Premiere annee, The Freshmen)은 프랑스에서 제작된 토마스 릴티 감독의 2018년 드라마 영화이다. 벵상 라코스테 등이 주연으로 출연하였다.

## 출연

### 주연
- 벵상 라코스테
- 윌리엄 레브길